# Seeqpod
O SeeqPod é um motor de busca especificamente designado para a pesquisa de música – áudio, vídeo e podcasts. O Seeqpod alega ter, no momento, um conjunto de 13 milhões de ficheiros indexados. 
A SeeqPod, Inc, companhia privada responsável pela criação deste motor de busca foi fundada a Julho de 2005 em conjunto por Kasian Franks, Raf Podowski, Shekhar Lodhaum e tem a sua sede localizada em Emeryville no estado da Califórnia. É um motor de busca em crescimento que tende a ser cada vez mais utilizado. 
O Seepod está a ser julgado por quebrar direitos de autor embora este facto seja desmentido pela própria companhia, assegurando que o que o site fornece são mesmo os links das músicas vindas de outros websites, esses sim, contendo cópias não autorizadas e ilegais de ficheiros de áudio e vídeo.